# Luigi III d'Angiò
Luigi III d'Angiò-Valois (Angiò, 25 settembre 1403 – Cosenza, 12 novembre 1434) è stato un principe francese.
Figlio di Luigi II, duca d'Angiò, conte di Provenza e di Forcalquier, del Maine e re titolare di Napoli dal 1384, e di Iolanda d'Aragona, nel 1417 successe al padre nei titoli e fu re titolare di Napoli fino al 1426, anno in cui Giovanna II d'Angiò-Durazzo, regina di Napoli e priva di eredi, lo designò come suo legittimo erede nominandolo duca di Calabria (titolo degli eredi al trono). Tuttavia Luigi non regnò mai perché morì prima della regina Giovanna II e tutti i titoli, compreso il trono di Napoli, passarono al fratello Renato, in quanto anche Luigi era privo di eredi. Renato divenne così re di Napoli nel 1435, l'unico della dinastia degli Angiò-Valois.

## Origine
Figlio primogenito ed erede del conte di Provenza e re titolare di Napoli, Luigi II d'Angiò e di Iolanda di Aragona, figlia del re d'Aragona, Giovanni I e di Iolanda di Bar (1365-1431), figlia di Roberto I, Duca di Bar e di Maria di Valois, figlia del re di Francia Giovanni II il Buono. I suoi genitori erano conosciuti anche come i «Re e Regina dei Quattro Regni»: Sicilia, Gerusalemme, Cipro e Aragona. Un'altra interpretazione ha inteso invece il titolo di Napoli separato da quello di Sicilia, escludendo Cipro.

## Biografia
Quando, nel 1410, il trono d'Aragona rimase vacante per la morte di Martino I morto senza eredi, Iolanda, figlia di Giovanni I predecessore di Martino, rivendicò la corona per il proprio figlio Luigi di appena sei anni.
Ma all'epoca, i criteri che regolavano la successione reale in Aragona e Barcellona favorivano sempre i parenti maschi prima di qualsiasi altra erede di sesso femminile: era stata questa, infatti, la ragione per cui Martino, zio di Iolanda, aveva ereditato il trono alla morte del fratello Giovanni. In mancanza di eredi legittimi diretti, alla morte di Martino, si ebbe un periodo di trono vacante, detto di interregno che durò due anni, e che portò la Corona d'Aragona, sull'orlo della guerra civile, in quanto si erano presentati cinque pretendenti, tra cui Luigi III d'Angiò.
A seguito del Compromesso di Caspe del 1412 fu eletto re d'Aragona Ferdinando di Antequera, secondo figlio di Eleonora d'Aragona e Giovanni I di Castiglia.

### I Quattro Regni
Ad appena otto anni, quindi Luigi, sebbene la sua famiglia conservasse comunque dei possedimenti facenti parte della Corona d'Aragona in Rossiglione e nella regione di Montpellier, perse la possibilità di divenire re in uno dei suoi quattro regni, di cui i genitori portavano il titolo. Comunque Iolanda e suo figlio continuarono a considerarsi gli eredi legittimi e iniziarono ad usare per sé il titolo di Re d'Aragona in aggiunta agli altri titoli reali posseduti dagli Angioini. In ogni caso, Iolanda e la sua famiglia ressero possedimenti in tutti i regni elencati solo per brevi intervalli: sia Luigi che il fratello, Renato d'Angiò, entrarono in possesso del regno di Napoli, Renato fu re d'Aragona, per un breve periodo, durante la guerra civile catalana, mentre tanto la Sicilia quanto Cipro e Gerusalemme non furono in realtà mai posseduti.
Nel 1417, Luigi, alla morte del padre gli subentrò in tutti i suoi titoli.

### Le rivalità per il trono di Napoli
Nel frattempo, nel 1414, nel regno di Napoli a Ladislao era succeduta la sorella Giovanna, che, nel 1419, dopo essersi separata dal suo secondo marito, Giacomo II di Borbone-La Marche, era stata incoronata regina unica di Napoli come Giovanna II. Le rivalità, di antica data, fra la famiglia di Luigi e il ramo degli Angiò-Durazzo che aveva visti contrapposti da una parte Luigi I e Luigi II d'Angiò, dall'altra i sovrani durazzeschi Carlo III e Ladislao, adesso con Giovanna II pareva ormai una questione superata. Infatti papa Martino V, il 4 novembre 1419, investì Luigi III d'Angiò del titolo di erede del Regno di Napoli, mentre il favorito della regina, Sergianni Caracciolo, messo agli arresti da Muzio Attendolo Sforza, avrebbe dovuto essere esiliato.
Quest'ultimo però, riottenuta la libertà, trattò ed ottenne l'alleanza del giovane re d'Aragona, Alfonso V, convincendo Giovanna, ormai prossima alla cinquantina e senza figli, a nominare suo erede Alfonso, risolvendo il problema della sua successione e garantendosi un forte alleato contro i nemici.
Nell'agosto del 1420, Luigi III, all'oscuro del patto tra Giovanna e Alfonso, sbarcò sui lidi campani ed entrò in Napoli. Il mese successivo però arrivò la flotta aragonese, che, in base all'accordo con la regina Giovanna, occupò il porto di Napoli, in attesa della venuta di Alfonso stesso, che sbarcò in Sicilia a febbraio del 1421 ed entrò a Napoli nel luglio dello stesso anno. Parve allora che Luigi e il papa, abbandonando una guerra costosa e infruttuosa, avessero perso la partita quando, all'inizio del 1423, i rapporti fra Giovanna e Alfonso si incrinarono improvvisamente. Dopo l'atto di sfida di Alfonso, che aveva fatto arrestare il Caracciolo, primo ministro e favorito della regina, Giovanna lasciò Napoli nel maggio del 1423 e si recò ad Aversa, dove si riavvicinò a Luigi d'Angiò e dichiarò decaduta l'adozione di Alfonso. Al suo posto, la sovrana adottò come figlio ed erede proprio Luigi, discendente degli antichi rivali dei Durazzo, e gli attribuì il tradizionale titolo di Duca di Calabria.
Essendo venuto a conoscenza che il duca di Milano, Filippo Maria Visconti, era entrato nella coalizione antiaragonese e avendo ricevuto la notizia che i suoi fratelli, Enrico e Giovanni, in Castiglia, erano in difficoltà, Alfonso lasciò Napoli e parte del regno nelle mani del fratello più giovane, Pedro, e si diresse in Provenza (la contea del suo nemico, Luigi III), distrusse il porto e la città di Marsiglia e poi fece rotta su Barcellona.
La flotta genovese del Visconti conquistò, sempre nel 1423, Gaeta, Procida, Castellammare e Sorrento e pose l'assedio al porto di Napoli che, assediata da terra dalle truppe di Francesco Sforza (il padre Muzio era morto durante la guerra dell'Aquila) resistette qualche mese e, nell'aprile del 1424, si arrese, così Pedro dovette rientrare in Sicilia, anche perché a giugno, l'alleato degli Aragonesi, Fortebraccio da Montone, era stato sconfitto e fatto prigioniero all'Aquila.
Giovanna riprese possesso del reame ed accolse presso di sé Luigi III, che fu stimato e benvoluto dalla corte e dai sudditi. Il Caracciolo, ingelosito della stima di cui era circondato Luigi, lo inviò nel suo feudo calabrese, dove, in attesa della sua chiamata al trono, dimorò per lunghi anni, sino al 1432, quando il Caracciolo fu ucciso in una congiura di palazzo.
Seppur vincitore nella contesa con Alfonso d'Aragona, Luigi non fu mai re di Napoli: il 12 novembre 1434, a Cosenza, il duca morì di malaria, senza poter accedere al diritto dinastico faticosamente conquistato. Giovanna, ormai anziana, dispose nel proprio testamento che alla sua morte la corona passasse al fratello di Luigi, Renato I d'Angiò, e, il 2 febbraio 1435, si spense anch'ella, neppure tre mesi dopo Luigi.
Nel 1432 Luigi III aveva sposato Margherita di Savoia (1416-1479), figlia di Amedeo VIII di Savoia, ma la coppia non ebbe figli.
A Luigi III subentrò, in tutti i suoi titoli, il fratello, Renato d'Angiò.

## Discendenza
Luigi III non ebbe figli da Margherita e non si conoscono altri discendenti di Luigi.

## Ascendenza
|                      |                      |                        | Genitori                   |  |  | Nonni |  |  | Bisnonni               |  |  | Trisnonni             |  |
|                      |                      |                        |                            |  |  |       |  |  | Giovanni II di Francia |  |  | Filippo VI di Francia |  |
|                      |                      |                        |                            |  |  |       |  |  | Giovanni II di Francia |  |  | Filippo VI di Francia |  |
|                      |                      | Giovanna di Borgogna   |                            |  |  |       |  |  | Giovanni II di Francia |  |  |                       |  |
| Luigi I d'Angiò      |                      |                        |                            |  |  |       |  |  | Giovanni II di Francia |  |  |                       |  |
|                      |                      | Bona di Lussemburgo    | Giovanni I di Boemia       |  |  |       |  |  |                        |  |  |                       |  |
|                      |                      | Bona di Lussemburgo    | Giovanni I di Boemia       |  |  |       |  |  |                        |  |  |                       |  |
|                      |                      | Bona di Lussemburgo    | Elisabetta di Boemia       |  |  |       |  |  |                        |  |  |                       |  |
| Luigi II d'Angiò     |                      | Bona di Lussemburgo    |                            |  |  |       |  |  |                        |  |  |                       |  |
|                      |                      | Carlo di Blois         | Guido I di Blois-Châtillon |  |  |       |  |  |                        |  |  |                       |  |
|                      |                      | Carlo di Blois         | Guido I di Blois-Châtillon |  |  |       |  |  |                        |  |  |                       |  |
|                      |                      | Carlo di Blois         | Margherita di Valois       |  |  |       |  |  |                        |  |  |                       |  |
| Maria di Blois       |                      | Carlo di Blois         |                            |  |  |       |  |  |                        |  |  |                       |  |
|                      |                      | Giovanna di Penthièvre | Guido di Penthièvre        |  |  |       |  |  |                        |  |  |                       |  |
|                      |                      | Giovanna di Penthièvre | Guido di Penthièvre        |  |  |       |  |  |                        |  |  |                       |  |
|                      |                      | Giovanna di Penthièvre | Giovanna d'Avaugour        |  |  |       |  |  |                        |  |  |                       |  |
| Luigi III d'Angiò    |                      | Giovanna di Penthièvre |                            |  |  |       |  |  |                        |  |  |                       |  |
|                      | Pietro IV di Aragona | Alfonso IV d'Aragona   |                            |  |  |       |  |  |                        |  |  |                       |  |
|                      | Pietro IV di Aragona | Alfonso IV d'Aragona   |                            |  |  |       |  |  |                        |  |  |                       |  |
|                      | Pietro IV di Aragona | Teresa di Entenza      |                            |  |  |       |  |  |                        |  |  |                       |  |
| Giovanni I d'Aragona | Pietro IV di Aragona |                        |                            |  |  |       |  |  |                        |  |  |                       |  |
|                      |                      | Eleonora di Sicilia    | Pietro II di Sicilia       |  |  |       |  |  |                        |  |  |                       |  |
|                      |                      | Eleonora di Sicilia    | Pietro II di Sicilia       |  |  |       |  |  |                        |  |  |                       |  |
|                      |                      | Eleonora di Sicilia    | Elisabetta di Carinzia     |  |  |       |  |  |                        |  |  |                       |  |
| Iolanda di Aragona   |                      | Eleonora di Sicilia    |                            |  |  |       |  |  |                        |  |  |                       |  |
|                      |                      | Roberto I di Bar       | Enrico IV di Bar           |  |  |       |  |  |                        |  |  |                       |  |
|                      |                      | Roberto I di Bar       | Enrico IV di Bar           |  |  |       |  |  |                        |  |  |                       |  |
|                      |                      | Roberto I di Bar       | Iolanda di Dampierre       |  |  |       |  |  |                        |  |  |                       |  |
| Iolanda di Bar       |                      | Roberto I di Bar       |                            |  |  |       |  |  |                        |  |  |                       |  |
|                      |                      | Maria di Valois        | Giovanni II di Francia     |  |  |       |  |  |                        |  |  |                       |  |
|                      |                      | Maria di Valois        | Giovanni II di Francia     |  |  |       |  |  |                        |  |  |                       |  |
|                      |                      | Maria di Valois        | Bona di Lussemburgo        |  |  |       |  |  |                        |  |  |                       |  |
|                      |                      | Maria di Valois        |                            |  |  |       |  |  |                        |  |  |                       |  |